# Sulsted-Ajstrup Sognekommune
Sulsted-Ajstrup Kommune var frem til kommunesammenlægningen i 1970 en kommune i det daværende Aalborg Amt. Kommunen bestod af de to sogne Sulsted Sogn og Ajstrup Sogn. En del af Hammer Bakker lå i kommunen.
Efter 1970 blev Sulsted-Ajstrup Kommune en del af Aalborg Kommune i Nordjyllands Amt. Dog blev en del af Vildmosen (i Ajstrup Sogn) overført til Brønderslev Kommune i det tidligere Hjørring Amt.
Sulsted-Ajstrup Kommunes administration (kommunekontor) var beliggende ved den daværende Hovedvej 14 i Sulsted.